# Радости и тени (телесериал)
Радости и тени (исп. Los gozos y las sombras) — испанский телесериал, по одноимённому роману-трилогии писателя Торренте Бальестера, Гонсало. Транслировался в Испании и странах Латинской Америки — Аргентина, Перу, Уругвай и т. п.

## Создание
Съемки начались в декабре 1980 года и длились семь месяцев. Для завершения всего производственного процесса потребовалось ещё семь месяцев. Первоначально предполагалось создать только десять серий, но после переработки их количество было увеличено до тринадцати.

## Сюжет
Телесериал показывает напряженные отношения между касиками и рабочими, социальную и профсоюзную борьбу. Социальные и экономические изменения меняют традиционный установленный порядок. Старые землевладельцы уступают место новым, а старый рыболовецкий флот сопротивляется современной верфи. Действия происходят в вымышленном городе Галисии Пуэблануева-дель-Конде, в 1934—1936 годах, перед гражданской войной в Испании.

## В ролях

### Главные
- Эусебио Понсела (Карлос Деза)
- Ампаро Ривельес (Мариана Сармьенто)
- Чаро Лопес (Клара Альдан)
- Карлос Ларраньяга (Каэтано Сальгадо)
- Розалия Данс (Розарио Ла Галана)
- Сантьяго Рамос (Хуан Альдан)

### Второстепенные или эпизодические
- Мануэль Галиана (Пакито)
- Рафаэль Алонсо (Дон Бальдомеро)
- Хосе Мария Каффарель (Дон Лино)
- Эдуардо Фахардо (Фрай Эухенио)
- Изабель Местрес (Инес Альдан)
- Тито Гарсия (Кубейро)
- Мария Касаль (Карминья)
- Фернандо Санчес Полак (Кубинец)
- Вероника Лухан (Люсия)
- Кармен Рольдан (Жермен)
- Мария Вико (Руча)
- Лаура Сепеда (дочь Руча)
- Джулия Трухильо (Ла Галана)
- Вальтер Видарт (Ксироме)
- Пилар Бардем (Целитель)
- Руфино Инглес (Судья)

## Награды
- 1982 — премия[4] Ondas
- 1983 — премия Серебренные кадры[5]
- 1983 — премия[6] TP de Oro
- 1984 — премия[7] ACE (Нью-Йорк)